# Nuoto in acque libere ai campionati mondiali di nuoto 2013 - 5 km femminili
La gara dei 5 km in acque libere femminile si è svolta la mattina del 20 luglio 2013 al Moll de la Fusta, nel porto di Barcellona, in Spagna. Hanno partecipato alla competizione 45 atlete, in rappresentanza di 28 differenti nazioni.

## Medaglie
| Posizione | Atlete            | Paese       |
| --------- | ----------------- | ----------- |
| Oro       | Haley Anderson    | Stati Uniti |
| Argento   | Poliana Okimoto   | Brasile     |
| Bronzo    | Ana Marcela Cunha | Brasile     |

## Risultati
| Pos. | Atleta                | Nazionalità   | Tempo        |
| ---- | --------------------- | ------------- | ------------ |
|      | Haley Anderson        | Stati Uniti   | 56'34"2      |
|      | Poliana Okimoto       | Brasile       | 56'34"4      |
|      | Ana Marcela Cunha     | Brasile       | 56'44"4      |
| 4    | Kalliopi Araouzou     | Grecia        | 56'45"3      |
| 5    | Isabelle Härle        | Germania      | 56'46"2      |
| 6    | Cara Baker            | Nuova Zelanda | 56'46"2      |
| 7    | Martina Grimaldi      | Italia        | 56'46"3      |
| 8    | Rebecca Mann          | Stati Uniti   | 56'46"4      |
| 9    | Aurélie Muller        | Francia       | 56'46"5      |
| 10   | Rachele Bruni         | Italia        | 56'48"1      |
| 11   | Danielle DeFrancesco  | Australia     | 56'48"2      |
| 12   | Anna Olasz            | Ungheria      | 56'58"4      |
| 13   | Yurema Requena        | Spagna        | 57'00"1      |
| 14   | Bonnie MacDonald      | Australia     | 57'01"3      |
| 15   | Anastasiya Azarova    | Russia        | 57'04"3      |
| 16   | Margarita Domínguez   | Spagna        | 57'04"4      |
| 17   | Elizaveta Gorshkova   | Russia        | 57'06"2      |
| 18   | Ophelie Aspord        | Francia       | 57'06"3      |
| 19   | Fang Yanqiao          | Cina          | 57'07"0      |
| 20   | Cao Shiyue            | Cina          | 57'19"5      |
| 21   | Angelica Andre        | Portogallo    | 57'22"1      |
| 22   | Katia Barros          | Ecuador       | 57'26"4      |
| 23   | Swann Oberson         | Svizzera      | 57'26"8      |
| 24   | Emma Robinson         | Nuova Zelanda | 57'29"5      |
| 25   | Kyna Pereira          | Sudafrica     | 57'30"8      |
| 26   | Florencia Mazzei      | Argentina     | 57'49"0      |
| 27   | Paola Pérez           | Venezuela     | 57'51"5      |
| 28   | Marianna Lymperta     | Grecia        | 57'55"3      |
| 29   | Barbora Picková       | Rep. Ceca     | 58'58"2      |
| 30   | Maroua Mathlouthi     | Tunisia       | 59'51"8      |
| 31   | Florencia Melo        | Venezuela     | 1h01'32"5    |
| 32   | Nataly Caldas         | Ecuador       | 1h01'41"7    |
| 33   | Laila El-Basiouny     | Egitto        | 1h01'52"4    |
| 34   | Mayela Oropeza        | Messico       | 1h03'01"1    |
| 35   | Wasela Hussein        | Egitto        | 1h03'02"2    |
| 36   | Valerie Gruest        | Guatemala     | 1h03'03"8    |
| 37   | Mariya Ivanova        | Kazakistan    | 1h05'19"0    |
| 38   | Mahina Valdivia       | Cile          | 1h05'19"6    |
| 39   | Anna Gakhokidze       | Kazakistan    | 1h06'25"6    |
| 40   | Li Hannah Hang Fung   | Hong Kong     | 1h06'30"6    |
| 41   | Risa Andriani Permana | Indonesia     | 1h10'16"7    |
| 42   | Maria Aponte          | Bolivia       | 1h10'21"2    |
|      | Michelle Weber        | Sudafrica     | ritirata     |
|      | Fiona On Yi Chan      | Hong Kong     | squalificata |
|      | Finnia Wunram         | Germania      | squalificata |